# Agricultural and Forest Meteorology
Agricultural and Forest Meteorology is een internationaal, aan collegiale toetsing onderworpen wetenschappelijk tijdschrift op het gebied van de landbouwkunde, bosbouw en meteorologie. De naam wordt in literatuurverwijzingen meestal afgekort tot Agr. Forest Meteorol. Het wordt uitgegeven door Elsevier en verschijnt maandelijks. Het eerste nummer verscheen in 1964.